# Cantonul Saint-Arnoult-en-Yvelines
Cantonul Saint-Arnoult-en-Yvelines este un canton din arondismentul Rambouillet, departamentul Yvelines, regiunea Île-de-France, Franța.

## Comune
- Ablis : 2705 locuitori
- Allainville : 293 locuitori
- Boinville-le-Gaillard : 496 locuitori
- Bonnelles : 2162 locuitori
- Bullion : 1799 locuitori
- La Celle-les-Bordes : 842 locuitori
- Clairefontaine-en-Yvelines : 800 locuitori
- Longvilliers : 442 locuitori
- Orsonville : 240 locuitori
- Paray-Douaville : 162 locuitori
- Ponthévrard : 471 locuitori
- Prunay-en-Yvelines : 846 locuitori
- Rochefort-en-Yvelines : 774 locuitori
- Saint-Arnoult-en-Yvelines : 5671 locuitori (reședință)
- Saint-Martin-de-Bréthencourt : 588 locuitori
- Sainte-Mesme : 866 locuitori
- Sonchamp : 1485 locuitori